# Кашиши
Кашиши (порт. caxixi) — ударный музыкальный инструмент в виде корзинки с плоским дном. Имеет африканское происхождение, но широко известен и в Бразилии.
Инструмент представляет собой две плетёные из соломы корзинки, внутри которых насыпаны зерна или иные мелкие предметы.
В музыке капоэйры ритм кашиши дополняет звучание беримбау и остальных инструментов, создает ритм и темп игры. В Восточной Африке инструмент используется певцами и ударниками-солистами.